# 44479 Oláheszter
44479 Oláheszter è un asteroide della fascia principale. Scoperto nel 1998, presenta un'orbita caratterizzata da un semiasse maggiore pari a 2,8853606 UA e da un'eccentricità di 0,0277726, inclinata di 12,09709° rispetto all'eclittica.